# 吉林省经济

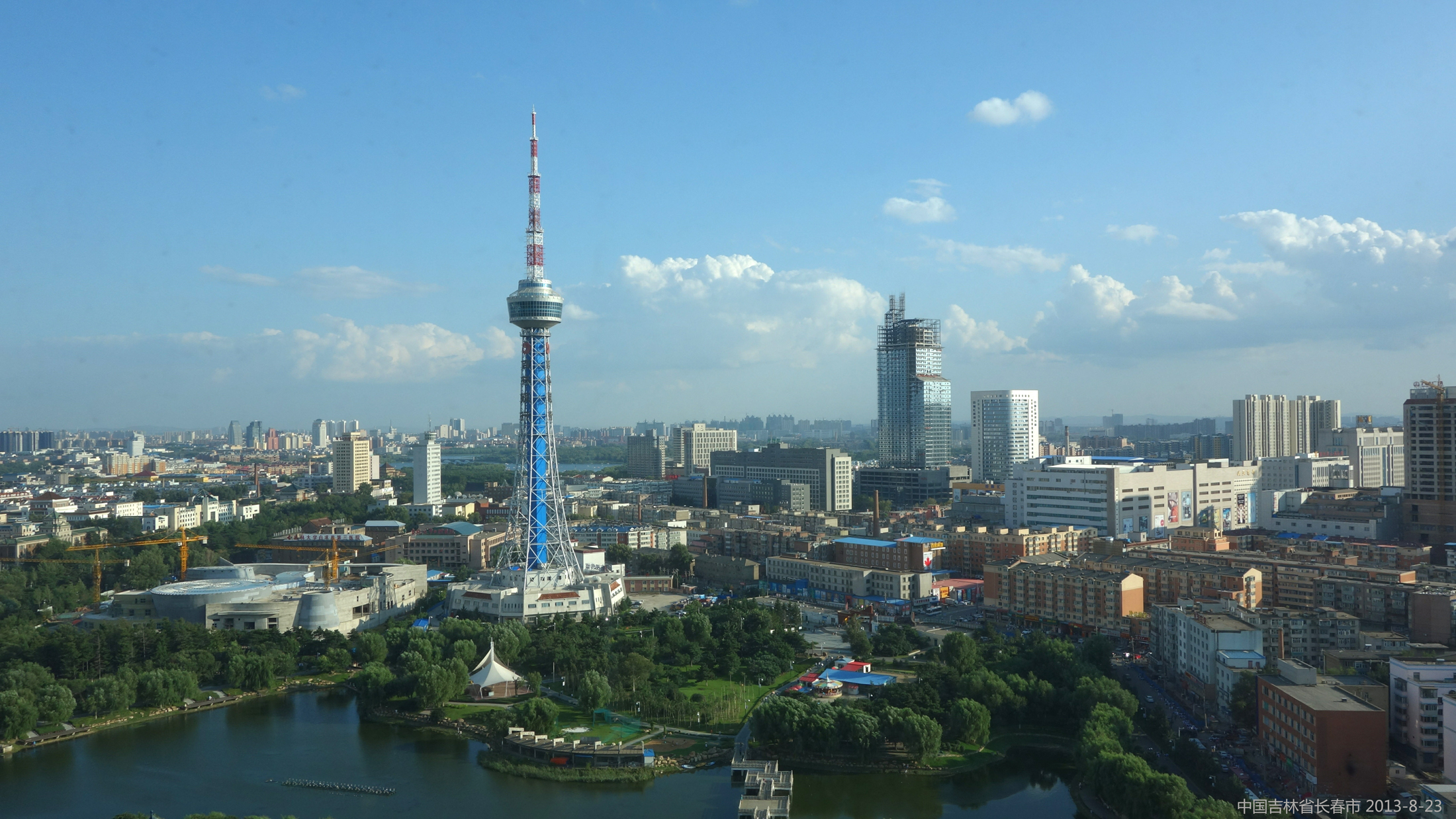
长春市

吉林经济，是指中华人民共和国吉林省的经济，吉林省位于中国东北，是中国的重要的商品粮生产基地，汽车生产基地。“一汽”集团总部驻地。

## 经济数据
2019年吉林省地区生产总值为11726.82亿元人民币，以可比价格计算较上年增长3.0%。其中，第一产业增加值1287.32亿元，第二产业增加值4134.82亿元，第三产业增加值6304.68亿元。三次产业增加值占地区生产总值的比重依次为11.0%，35.2%，53.8%。三次产业的年增速分别为2.5%，2.6%，3.3%。
2020年吉林省实现地区生产总值12311.32亿元，按可比价格计算，比上年增长2.4%。其中，第一产业增加值1553.00亿元，增长1.3%；第二产业增加值4326.22亿元，增长5.7%；第三产业增加值6432.10亿元，增长0.1%。第一产业增加值占地区生产总值的比重为12.6%，第二产业增加值比重为35.1%，第三产业增加值比重为52.3%。

## 农业
农业是吉林省的重要支柱产业之一，2019年吉林省粮食总产量达到775.6亿斤，增产49亿斤，净增量居全国第1位，占全国总增量的41.26%，连续7年稳定在700亿斤以上。粮食单产每亩达到916斤，比全国平均水平高出20.1%。秸秆还田覆盖保护性耕作面积突破1000万亩。
　2020年现吉林省农林牧渔业增加值1600.55亿元，比上年增长1.3%。粮食种植面积568.18万公顷，其中，稻谷83.71万公顷，玉米种植面积428.72万公顷，豆类种植面积39.37万公顷，油料种植面积25.63万公顷，全年粮食总产量3803.17万吨。

## 工业
吉林省是中华人民共和国的传统工业省份，汽车产业也是吉林省的支柱产业，中华人民共和国第一辆自主生产的汽车“解放牌”汽车就是在吉林省长春第一汽车制造厂下线的。
2020年，吉林省生产90.4万辆汽车，产量在中国大陆各省市中排第四。